# Keczua (lud)

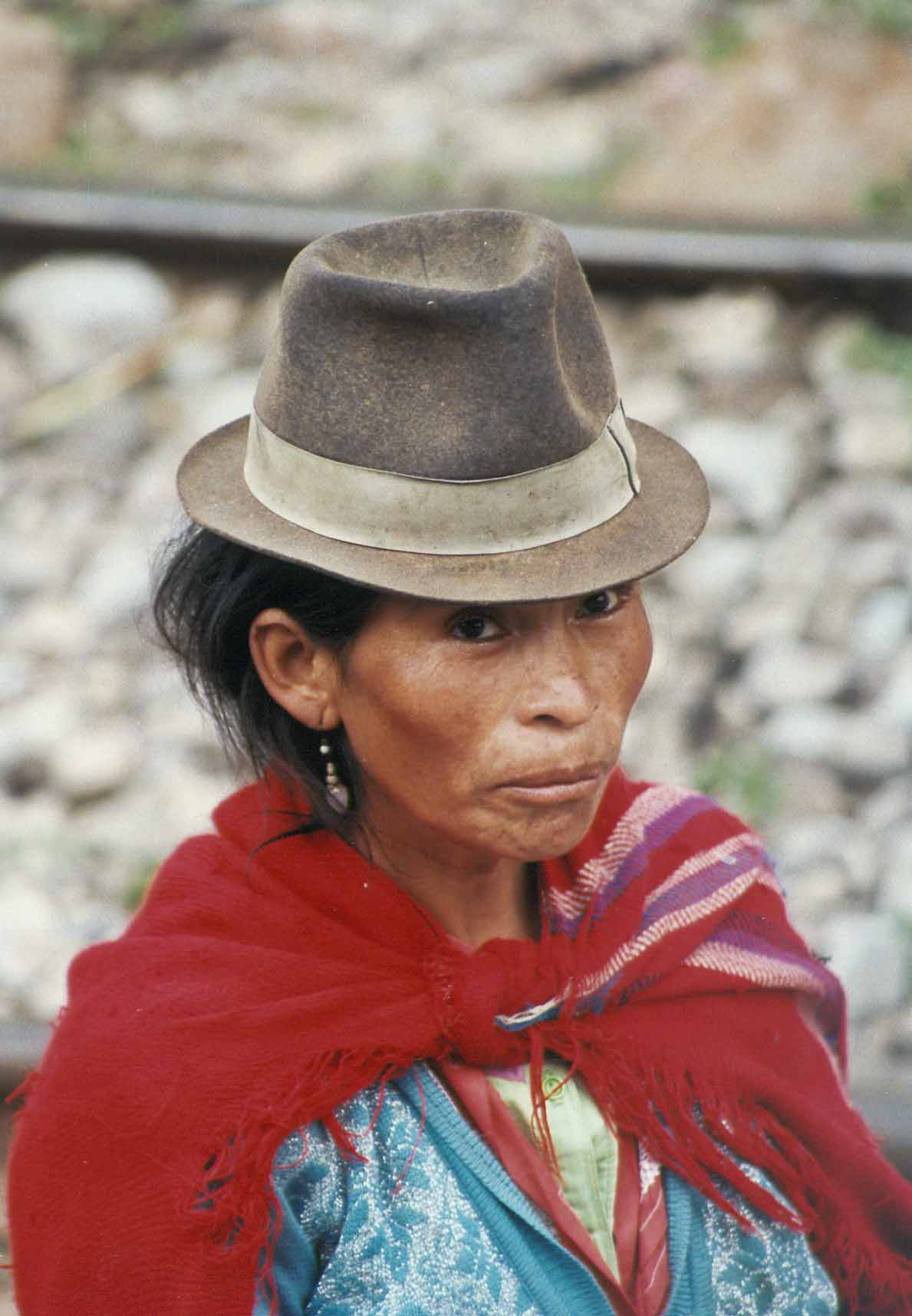
Indianka Keczua, Ekwador

Keczua (Kiczua, Quechua, Quichua) – grupa plemion indiańskich, które posługują się dialektami języka keczua. Zamieszkują głównie obszary Andów na terenach Peru, Boliwii i Ekwadoru (mniejsze skupiska także w Kolumbii, Chile i Argentynie). Ich liczebność sięga kilkunastu milionów osób. Do tradycyjnych zajęć Keczua zalicza się uprawę zbóż i chów zwierząt, w mniejszym zakresie także tkactwo i garncarstwo. 
Keczua są silnie zróżnicowani kulturowo i jak dotąd nie wytworzyli poczucia wspólnoty narodowej. W początkowych latach XV wieku zamieszkiwali pomiędzy rzekami Apurimae i Pampas i byli jedną z najbardziej rozwiniętych grup plemion zamieszkujących Andy Centralne, z czasem zostali podbici przez Inków. W przeszłości stanowili obok Ajmarów podstawową ludność Imperium Inków. Językiem keczua posługiwali się jednak nie tylko sami Inkowie, ale też plemiona sąsiednie, nierzadko wrogo nastawione do Inków, co tłumaczy współczesną różnorodność kulturową Keczua.  